# SCRIP
SCRIP ist der ursprüngliche Name einer weltweit gelesenen Informationsquelle der Healthcare-Branche.

## SCRIP und Scrip Intelligence
SCRIP ist das Printorgan zur Analyse des Healthcare-Marktes, das Analysen und Daten für die globale pharmazeutische und biotechnologische Industrie liefert. Scrip Intelligence ist das korrespondierende Online-Portal mit allen SCRIP-Inhalten plus 24-Stunden Nachrichten und weiteren Multimedia-Angeboten (personalisierter Newsletter, Feeds etc.) Es verfügt über eine ISSN 0143-7690 die nicht mehr als Printversion zur Verfügung steht und ausschließlich im Online-Vertrieb ist.

## Leserschaft
SCRIP und Scrip Intelligence bieten ihre Pharma-Nachrichten, welche kostenpflichtig sind, nur Abonnenten an. Zu den SCRIP-Lesern gehören Vorstände, Geschäftsführer sowie leitende Mitarbeiter aus Vertrieb, Marketing, F & E, Herstellung und Personalabteilung der gesamten Healthcare-Branche (Pharmazeutische und Biotechnologie-Unternehmen), Großhändler, Anwaltskanzleien, Zulassungsagenturen, Investmentbanken, Analysten, Venture Capital-Unternehmen, Management- und Unternehmensberatungen, Klinische Forschungseinrichtungen (CRO), Public-Relations- und Werbeagenturen.

## Besitzverhältnisse
SCRIP / Scrip Intelligence gehörten zur Informa plc, einem börsennotierten Medienunternehmen für Finanz- und Wirtschaftsinformationen. Im Jahr 2022 verkaufte Informa seinen Geschäftsbereich Pharma Intelligence, einschließlich Scrip, an Warburg Pincus. Der Geschäftsbereich wurde in Citeline umbenannt. Später im Jahr 2022 wurde Citeline von Norstella übernommen.